# Håkan Kaneberg
Håkan Kaneberg, född 21 april 1958, är en svensk före detta friidrottare (medeldistanslöpare). Han tävlade för Västerås IK.